# 塔普克區
塔普克區（西班牙語：Distrito de Tápuc），是秘魯的一個區，位於該國中部帕斯科大區的丹尼爾阿爾西德斯卡里翁省，始建於1857年1月2日，面積60.19平方公里，海拔高度3,675米，2005年人口3,309，人口密度每平方公里55人。